# Couleurs de la Cité céleste

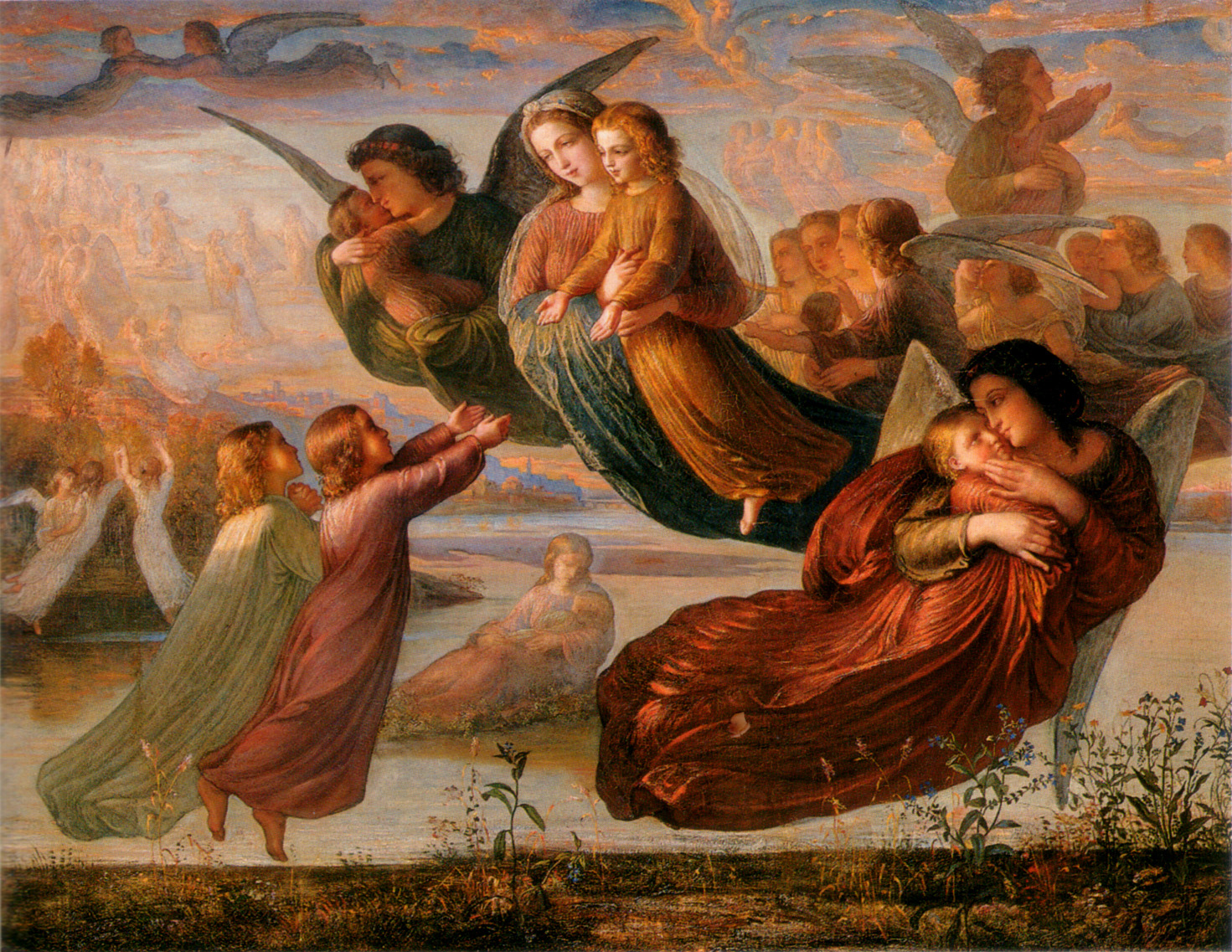
Souvenir du Ciel de Louis Janmot

Couleurs de la Cité céleste est une œuvre d'Olivier Messiaen pour piano, ensemble à vent et percussion de 1963, créée le 17 octobre 1964 à Donaueschingen en Allemagne. Elle fait référence à l'Apocalypse où est évoquée la cité aux murailles multicolores, ornée de pierres précieuses. Messiaen y use de seize chants d'oiseaux de différentes régions du monde qui permettent au compositeur de symboliser les visions qu'il avait de l'Apocalypse : « extraordinaires, extravagantes, surréalistes et terrifiantes ». L'œuvre se positionne entre les Sept haïkaï l'année précédente et Et exspecto resurrectionem mortuorum pour orchestre, l'année suivante.

## Genèse de l'œuvre
La pièce est composée en 1963 sur commande du musicologue Heinrich Strobel, alors directeur des services musicaux du Südwestfunk de Baden-Baden et responsable artistique du festival de Donaueschingen. Les spécifications imposent au musicien un effectif particulier : trois trombones et trois xylophones. Dès le 19 juillet, Messiaen note les premières esquisses de la partition (chiffres 5 — Alleluia — et 58 à 61). En fait le compositeur avait noté, trois ans plus tôt, en septembre 1960, l'idée d'une nouvelle œuvre fondée sur le dernier chapitre de l'Apocalypse où est décrite la muraille multicolore : « La muraille était construite de jaspe… ». La première impulsion semble née juste avant la composition du Verset pour la fête de la Dédicace, dont l'une des mélodies se retrouve dans les Couleurs. En 1963, Messiaen retourne à l'inspiration religieuse par une œuvre pour orchestre, majeure, après de nombreuses années d'absence (L'Ascension, 1933) et sur un thème récurrent chez lui : l'Apocalypse. La commande de Strobel lui offre l'occasion de concrétiser le projet né en 1960. Le compositeur précise même que :

« Les couleurs sont les raisons d'être de l'œuvre. […] Et si vous voyez l’Apocalypse revenir, c'est bien comme incitation à la couleur, comme source de couleurs. »

— Brigitte Massin, Olivier Messiaen, une poétique du merveilleux.

Messiaen éprouve quelques problèmes avec l'effectif très particulier exigé par Strobel, mais après réflexion, notamment par le biais d'une quantité importante de notes dans ses agendas, il pense pouvoir adapter l'Apocalypse à cette commande pour Donaueschingen : 

« J'avais accepté mais j'étais très malheureux car je ne voyais pas comment employer ces instruments. Après de longues réflexions, j'ai finalement pensé que les trombones avaient une sonorité apocalypse et j'y ai cherché des citations […] Puis j'ai été frappé par la sonorité percutante des trois xylophones, qui me permettait d'utiliser des chants d'oiseaux à condition d'y adjoindre un piano »

— Olivier Messiaen (1908–1992), Les couleurs du temps : trente ans d'entretiens avec Claude Samuel, 2000 p. 225.
Deux projets d'instrumentation sont proposés successivement à Boulez dès la mi-juillet, puis un troisième finalement adopté définitivement par le compositeur, où le piano est soliste, les cuivres au nombre de dix, avec deux cors, ce qui donne la couleur cuivrée, avec les trompettes et les trombones.
Bien qu'absents de la description de saint Jean, les oiseaux sont indispensables à Messiaen. « Couleurs contient cinq oiseaux de Nouvelle-Zélande, cinq du Brésil, trois du Vénézuela, un du Canada,  et deux des pampas d'Argentine ». L'oiseau-cloche de Nouvelle-Zélande occupe la meilleure place, partagé entre clarinettes, piano, percussions à hauteurs déterminées  (cloches, cencerros et gongs). Les oiseaux offrent à Messiaen l'occasion de symboliser les visions qu'il avait de l'Apocalypse : « extraordinaires, extravagantes, surréalistes et terrifiantes » Par exemple avec le hurlement de l'araponga du Brésil.
Parmi les quatre Alleluia, le plus employé est celui du « 8e dimanche après la Pentecôte ». Il est présenté dans une fanfare vive, composée de cliquetis de gongs et de cencerros. Un autre, « pour le Saint-Sacrement » est muté en un grand choral qui clôt les deux parties de l'œuvre.

« Les thèmes mélodiques ou rythmiques, les complexes de sons et de timbres, évoluent à la façon des couleurs. Dans leurs variations perpétuellement renouvelées, on peut trouver — par analogie — des couleurs chaudes ou froides, des couleurs complémentaires influençant leurs voisines, des couleurs dégradées vers le blanc, rabattues par le noir. On peut comparer ces transformations a des personnages agissant sur plusieurs scènes superposées et déroulant simultanément plusieurs histoires différentes. Alléluia de plan-chant, rythme hindous et grecs, permutation de durées, chants d'oiseaux de différents pays : tous ces matériaux accumulés sont mis au service de la couleur et des combinaisons de sons qui la supposent et l'appellent. Les sons-couleurs sont à leur tour symbole de la « Cité céleste » et de « Celui » qui l'habite. Hors de tout temps, hors de tout lieu, dans une lumière sans lumière, dans une nuit sans nuit…  Ce que l'Apocalypse, plus terrifiante encore dans son humilité que dans ses visions de gloire, désigne seulement par un éblouissement de couleurs… L'œuvre ne terminant pas plus qu'elle n'a commencé, mais tournant sur elle-même comme une rosace de couleurs flamboyantes et invisibles… »

— Olivier Messiaen, Préface.
Couleurs de la Cité céleste est créée le 17 octobre 1964 au Festival de Donaueschingen en Allemagne, avec Yvonne Loriod au piano et l'Ensemble du Domaine musical, sous la direction de Pierre Boulez et repris à Paris dans le cadre des concerts du Domaine musical, le 16 décembre.

## Composition de l'orchestre
Outre le piano en soliste, l'orchestre se compose de trois clarinettes, deux cors en fa, une trompette piccolo en ré, trois trompettes, trois trombones, un trombone basse, trois percussionnistes, un marimba, un xylophone, un xylorimba.

## Structure
Selon Geneviève Mathon, l'œuvre s'articule autour de cinq éléments : les chants d'oiseaux, les thèmes de plain-chant, les thèmes des couleurs, les thèmes rythmiques et les figurations de l'Apocalypse.
La pièce dure environ 16 min.

### Citations de l'Apocalypse
Messiaen donne ces citations dans la préface à la partition où il décrit également l'importance des couleurs. À ce propos, il précise également comment elles marquent l'inspiration : 

« Entre l'arc-en-ciel, première des citations, et les pierres précieuses, c'est une œuvre sons-couleurs, symboles de Dieu qui habite la cité céleste. »

— Brigitte Massin, Olivier Messiaen, une poétique du merveilleux
C'est d'ailleurs le compositeur qui réalise la couverture de l'édition : un titre en lettres orange est posé sur un fond bleu.  
1. - « Un arc-en-ciel encerclait le trône... » (Ap 4,3)
2. - « Et les sept anges avaient sept trompettes... » (Ap 8,6)
3. - « On donna à l'étoile la clef du puits de l'Abîme... » (Ap 9,1)
4. - « L'éclat de la ville sainte est semblable au jaspe cristallin... » (Ap 21,11)
5. - « Les fondements du mur de la ville sont ornés de toute pierre précieuse : jaspe, saphir, calcédoine, émeraude, sardonyx, cornaline, chrysolithe, béryl, topaze, chrysoprase, hyacinthe, améthyste... » (Ap 21,19-20)

## Discographie
| no | chef              | ensemble                                                     | pianiste              | date                                              | label                 | ref.                         | note |
| -- | ----------------- | ------------------------------------------------------------ | --------------------- | ------------------------------------------------- | --------------------- | ---------------------------- | --- |
| 1  | Pierre Boulez     | Ensemble intercontemporain                                   | Yvonne Loriod         | janvier 1966                                      | Erato                 | STU 70302 / ECD 71587        | (OCLC 1158413825) Premier enregistrement mondial                                                                                               |
| 2  | Pierre Boulez     | Orchestre du Domaine musical ; Les Percussions de Strasbourg | Yvonne Loriod         | janvier 1966                                      | LP CBSSony Classical  | 32 11 0048 SMK 68332         | (OCLC 899242053) avec Et Exspecto Resurrectionem Mortuorum                                                                                     |
| 3  | Pierre Boulez     | Ensemble intercontemporain                                   | Yvonne Loriod         | 26 novembre 1988, « concert du 80e anniversaire » | Auvidis/Montaigne     | MO 781 111MO 782131MO 782179 | (OCLC 318971897) avec Sept Haïkaï, Un vitrail et des oiseaux et Oiseaux exotiques.                                                             |
| 4  | Esa-Pekka Salonen | London Sinfonietta                                           | Paul Crossley         | 1988                                              | CBSSony Classical     | M2K 44762                    | (OCLC 1071823029) avec Des canyons aux étoiles et Oiseaux exotiques.                                                                           |
| 5  | Reinbert de Leeuw | Netherlands Wind Ensemble                                    | Peter Donohoe         | concert, 29–30 janvier 1994                       | 2 CD Chandos          | CHAN 9301/2                  | (OCLC 937795801) avec Oiseaux Exotiques ; Sept Haïkaï ; Un Vitrail Et Des Oiseaux ; La Ville D'En Haut et Et Expecto Resurrectionem Mortuorum. |
| 6  | Chung Myung-whun  | Orchestre philharmonique de Radio France                     | Catherine Cournot     | juillet 2008                                      | DG                    | 477 79444790114              | (OCLC 937479369 et 315070026) |
| 7  | Simon Rattle      | Orchestre symphonique de Londres                             | Pierre-Laurent Aimard | concert, 14 avril 2016                            | DVD/Blue ray LSO-Live | LSO 3042                     | (OCLC 1035527600) Avec la huitième symphonie de Bruckner,.                                                                                     |